# Harry Alverson Franck
Harry Alverson Franck, född 29 juni 1881, död 18 april 1962, var en amerikansk globetrotter och författare.
Franck utgav ett stort antal fängslande skildringar av sina färder med minsta möjliga reskassa och bagage i skilda delar av Europa, Amerika och Asien, gärna till fots eller som i A vagabond journey around the world (1910), som sjöman. Franck genomkorsade 1929 Sverige och grannländerna, vilket han skildrat i A Scandinavian summer (1930).